# Majs al-Dżabal
Majs al-Dżabal (arab. ميس الجبل) – wieś położona w dystrykcie Kada Mardż Ujun, w Muhafazie An-Nabatijja, w Libanie.

## Położenie
Wioska jest położona na rozległym płaskowyżu, w odległości około 0,5 kilometra na zachód od granicy z Izraelem.
W jej otoczeniu znajdują się wioski Blida, Mhaibib, Kalaat Debba i Szaqra.

## Historia
Po I wojnie światowej w 1918 wioska weszła w skład francuskiego Mandatu Syrii i Libanu, który formalnie powstał w 1923. W 1941 powstał Liban, który został uznany dwa lata później. W 1946 wycofały się ostatnie wojska francuskie. Podczas Wojny domowej w Mandacie Palestyny w rejonie wioski stacjonowały siły Arabskiej Armii Wyzwoleńczej, atakujące pozycje żydowskie na terenie dawnego brytyjskiego Mandatu Palestyny. Podczas I wojny izraelsko-arabskiej w październiku 1948 Izraelczycy przeprowadzili operację Hiram. W dniu 30 października siły Brygady Karmeli wkroczyły do Libanu, zajmując między innymi wioskę Majs al-Dżabal. Wysiedlono wówczas większość jej mieszkańców, a wioska pozostawała w rękach izraelskich do końca wojny, stanowiąc kartę przetargową w trakcie negocjacji porozumienia o zawieszeniu broni izraelsko-libańskim. W 1956 trzęsienie ziemi było powodem dużych zniszczeń w rejonie Majs al-Dżabal.
Z powodu bliskości granicy izraelskiej, Majs al-Dżabal cierpiała podczas kolejnych wojen izraelsko-arabskich. Podczas wojny libańskiej w 1982 wioskę zajęli Izraelczycy. Do 2000 Majs al-Dżabal znajdowała się w izraelskiej „strefie bezpieczeństwa” utworzonej w południowym Libanie. Po 1985 stacjonowały tutaj siły Armii Południowego Libanu. Po wycofaniu się w 2000 Izraelczyków, rejon wioski zajęły siły Hezbollahu. Prowadzona przez tę organizację wojna z Izraelem była przyczyną II wojny libańskiej w 2006. Na wioskę Majs al-Dżabal spadły wówczas bomby, a największe zniszczenia nastąpiły w zachodniej części wioski. Podczas walk lądowych zniszczone zostały dwa izraelskie czołgi. Po wojnie rejon wioski patrolują siły UNIFIL. Międzynarodowa pomoc umożliwiła odbudowę infrastruktury.

## Edukacja
W wiosce znajduje się szkoła podstawowa, do której uczęszcza około 200 uczniów.

## Religia
W Majs al-Dżabal znajdują się cztery meczety: meczet Abu Dharr Dżaffari, meczet Imama Ali, meczet Szejka Ibrahima oraz Wielki Meczet.

## Gospodarka
Lokalna gospodarka opiera się na rolnictwie.